# River Phoenix
River Jude Phoenix (narozený jako River Jude Bottom, 23. srpna 1970, Madras, Oregon – 31. října 1993, West Hollywood, Kalifornie) byl americký herec, hudebník a aktivista. Za svůj život hrál ve 14 filmech a v několika televizních vystoupeních.

## Život
River Phoenix se narodil 23. srpna 1970 v americkém městě Madras ve státě Oregon. V devíti letech se přestěhoval do Hollywoodu. Pozornost si získal především svým výkonem ve filmu Stůj při mně.  Zemřel na následky předávkování smrtelným mixem drog (kokain, valium, marihuana, efedrin a zřejmě heroin nebo morfium) na chodníku před hudebním klubem The Viper Room, Sunset Blvd. 8852, West Hollywood, CA (jehož spoluvlastníkem byl do roku 2004 herec Johnny Depp), kde byl se svou přítelkyní Samanthou Mathis, svoji sestrou Rain a mladším bratrem Joaquinem. Po převozu rychlou záchrannou službou do nemocnice Cedar Sinai Medical Center byl v 1:54 místního času dne 31. října 1993 prohlášen za mrtvého.

## Filmografie
- 1993 – I na kovbojky občas padne smutek
- 1993 – Silent Tongue
- 1993 – Věc zvaná láska
- 1992 – Slídilové
- 1991 – Mé soukromé Idaho
- 1991 – Souboj
- 1990 – Miluji tě k smrti
- 1989 – Indiana Jones a poslední křížová výprava
- 1988 – Čas zastavit se
- 1988 – Jimmy Reardon
- 1988 – Malý Nikita
- 1986 – Pobřeží moskytů
- 1986 – Stůj při mně
- 1985 – Badatelé